# Gare de Gillam
La  gare de Gillam est une gare ferroviaire canadienne de la ligne du Chemin de fer de la Baie d'Hudson. Elle est située en bordure est du centre de la localité de Gillam dans le Manitoba.
Construit en 1930 par le Canadien National le bâtiment principal de la gare est reconnu, en 1992, gare ferroviaire patrimoniale du Canada.
Gillam est desservie par le train voyageurs Winnipeg - Churchill de Via Rail Canada. C'est également une gare marchandises.

## Situation ferroviaire
Établie à 143 mètres d'altitude, la gare de Gillam est située au point milliaire 326,1 de la ligne principale du Chemin de fer de la Baie d'Hudson, entre les gares d'Ilford et de Churchill.
C'est une gare d'évitement qui permet le croisement des trains sur cette ligne à voie unique.

## Histoire
C'est en 1912-1913 qu'une première colonie s'installe au point milliaire 330, près des rapides de Kettle sur le fleuve Nelson. Cette petite localité compte environ 350 habitants qui sont principalement des cheminots et leurs familles. Ils travaillent à la construction de la ligne du Chemin de fer de la Baie d'Hudson et notamment à celle du pont à l'endroit le plus resserré du fleuve. Le déclenchement de la Première Guerre mondiale provoque l'arrêt des chantiers et l'abandon du site. Après la fin du conflit les cheminots reviennent, se réinstallent sur le site, et le chantier du pont et de la ligne vers Churchill est de nouveau actif. Lorsque le pont est achevé, la colonie se déplace au rythme de l'avancement du chantier qui se termine en 1929. Dès le départ des constructeurs du chemin de fer les locaux s'installent quelques kilomètres plus à l'ouest, au point milliaire 326 de la ligne. La première école de Gillam est construite en 1927-1928. 
C'est également sur ce site que le Canadien National, en 1930, construit le bâtiment principal, particulièrement imposant pour une gare de deuxième catégorie situé sur un site aussi isolé.

## Service des voyageurs

### Accueil
Gare sans personnel Via Rail, elle dispose d'un bâtiment voyageurs équipée de toilettes. Il est ouvert trente minutes avant le départ du train et durant cette période un guichet est ouvert pour l'achat d'un titre de transport.

### Desserte
Gillam est desservie par le train Winnipeg - Churchill, sur les relations Winnipeg - Churchill et Le Pas - Churchill.

### Intermodalité
Le stationnement des véhicules est possible à proximité.

## Patrimoine ferroviaire
Le 1er avril 1992, le bâtiment d'origine, construit par le Canadien National en 1930, est reconnu formellement lieu patrimonial du Canada. Le bâtiment construit en bois est bien conservé et toujours situé au centre d'une gare active. Son intérêt provient notamment de l'importance de sa taille, exceptionnelle pour une gare de cette catégorie.